# Lakos Eszter
Lakos Eszter (Győr, 1981. március 8. –) magyar jogász, kutatási attasé, 2024-től a Tisztelet és Szabadság Párt európai parlamenti képviselője.

## Tanulmányai, ifjúkora
A milánói Bocconi Egyetemen szerzett PhD fokozatot nemzetközi jogból és közgazdaságtanból. Tíz évig dolgozott kutatási és innovációs területen az Európai Unió brüsszeli ügynökségeinél, többek között tudományos attaséként és a magyar KFI összekötő iroda vezetőjeként.

## A politikában
2024-ben jelentkezett Magyar Péter felhívására európai parlamenti képviselőnek. A szimpatizánsok által választott 11 képviselős szavazáson 3. lett, így 5. helyen felkerült a Tisztelet és Szabadság Párt EP-listájára. A június 9-i választásokon a Tisza Párt 7 mandátumot szerzett, így európai parlamenti képviselő lett.
Az Európai Parlament Ipari, Kutatási és Energiaügyi- valamint Külügyi Bizottságának a tagja. Elmondása szerint az esélyegyenlőség, a társadalmi igazságosság és a szolidaritás a legfontosabbak számára, és ezeket az elveket szeretné képviselni munkájában.

## Forrás
- Hivatalos önéletrajz
- Lakos Eszter – európai parlamenti képviselő